# Голубиная слива
Кокколоба разнолистная, или Голуби́ная сли́ва (лат. Coccolóba diversifólia) — плодовое дерево, вид рода Кокколоба семейства Гречишные родом из прибрежных областей Карибского моря (Белиз, Гватемала, Южная Мексика, Южная Флорида и Багамские острова).

## Ботаническое описание

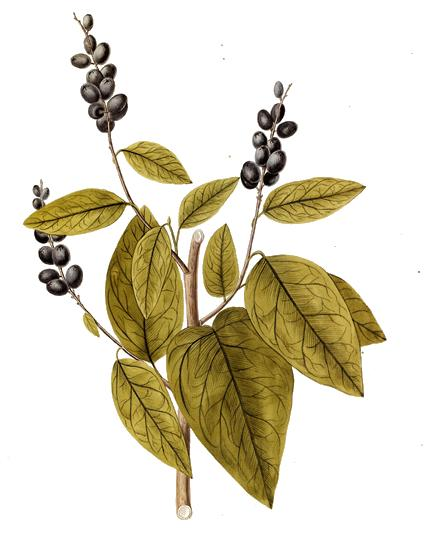
Ботаническая иллюстрация Николя Жакена из книги Selectarum stirpium Americanarum historia (т. 2)

Голубиная слива — небольшое дерево высотой 10—18 м с серой гладкой корой и овально-продолговатыми глянцевыми листьями, 3—13 см длиной и 1—7 см шириной, ярко-зелёными сверху и бледными снизу.
Цветки многочисленные неприметные, появляются весной.
Плод — съедобная тёмно-фиолетовая ягода, диаметром 6—10 мм, поспевающая к осени.
Растение стойко к сильным ветрам, соли и засухе, но не переносит мороза.